# Jaropełk Piotr
Jaropełk Piotr Izjasławicz, ros. Ярополк Пётр Изяславич (ur. 1043 w Turowie, zm. 22 października 1087 k. Dźwinogrodu) – książę wołyński 1078–1085 i turowski od 1078, tytularny król Rusi od 1075; święty Rosyjskiego Kościoła Prawosławnego.
Był najstarszym synem Izjasława I, wielkiego księcia kijowskiego z dynastii Rurykowiczów oraz Gertrudy, królewny polskiej, córki Mieszka II Lamberta. Ok. 1073 poślubił Kunegundę, margrabiankę miśnieńską, córkę Ottona I z Orlamünde, która przyjęła imię Irena. Miał z nią dwóch synów: Jarosława i Wiaczesława, oraz córkę Anastazję.
Został zamordowany w drodze do Dźwinogrodu, przebity szablą przez zbirów działających z polecenia Wsiewołoda Jarosławowicza.
| 4. Jarosław I Mądry      |  |                        |  |  |                   |
|                          |  | 2. Izjasław I          |  |  |                   |
| 5. Ingegerda szwedzka    |  |                        |  |  |                   |
|                          |  |                        |  |  | 1. Jaropełk Piotr |
| 6. Mieszko II Lambert    |  |                        |  |  |                   |
|                          |  | 3. Gertruda Mieszkówna |  |  |                   |
| 7. Rycheza Błogosławiona |  |                        |  |  |                   |
|                          |  |                        |  |  |                   |